# Bill Wennington
William Percey Wennington, detto Bill (Montréal, 26 dicembre 1963), è un ex cestista canadese ritiratosi dall'attività nel 2000, dopo 15 anni di carriera.

## Carriera
Misura 2,13 m per 111 kg di peso. Era un centro dinamico che ha indossato poche maglie: in NBA quella dei Dallas Mavericks (1985-1990), dei Sacramento Kings (1990-1991/1999-2000), e dei Chicago Bulls (1994-1999). In Europa da rilevare l'esperienza italiana con la Virtus Bologna (1991-1993).
In carriera ha vinto tre anelli NBA con i Bulls di Jordan (1996, 1997, 1998) e con la maglia della nazionale la medaglia d'oro ai Campionati Mondiali delle Università nel 1983 in finale contro gli Stati Uniti. In seguito è stato una presenza fissa nella nazionale canadese in cui ha militato dal 1984 al 1992.
La sua carriera professionistica iniziò nel 1985, ma la sua prima vera squadra fu in realtà quella dell'università di St. John's di New York, con cui giocò una Final Four di NCAA. Wennington è attualmente membro della Hall of Fame canadese e di quella dell'università di St. John's, a New York.

## Statistiche

### College
| Anno      | Squadra             | PG  | PT | MP   | TC%  | 3P% | TL%  | RP  | AP  | PRP | SP  | PP   |
| --------- | ------------------- | --- | -- | ---- | ---- | --- | ---- | --- | --- | --- | --- | ---- |
| 1981-1982 | St. John's R. Storm | 30  | 0  | 16,8 | 43,5 | -   | 67,6 | 4,2 | 0,1 | 0,3 | 1,2 | 3,2  |
| 1982-1983 | St. John's R. Storm | 33  | 6  | 19,9 | 60,5 | -   | 69,8 | 4,4 | 0,3 | 0,3 | 0,9 | 5,5  |
| 1983-1984 | St. John's R. Storm | 26  | 26 | 28,3 | 59,3 | -   | 67,5 | 5,7 | 1,2 | 0,5 | 0,5 | 11,7 |
| 1984-1985 | St. John's R. Storm | 35  | -  | 31,4 | 60,2 | -   | 81,6 | 6,4 | 1,6 | 0,6 | 1,5 | 12,5 |
| Carriera  | Carriera            | 124 | 32 | 24,2 | 57,9 | -   | 73,8 | 5,2 | 0,8 | 0,4 | 1,1 | 8,2  |

### NBA

#### Regular Season
| Anno       | Squadra          | PG  | PT | MP   | TC%  | 3P%  | TL%  | RP  | AP  | PRP | SP  | PP  |
| ---------- | ---------------- | --- | -- | ---- | ---- | ---- | ---- | --- | --- | --- | --- | --- |
| 1985-1986  | Dallas Mavericks | 56  | 3  | 10,0 | 47,1 | 0,0  | 72,6 | 2,4 | 0,4 | 0,2 | 0,4 | 3,4 |
| 1986-1987  | Dallas Mavericks | 58  | 0  | 9,7  | 42,4 | 0,0  | 75,0 | 2,2 | 0,4 | 0,2 | 0,2 | 2,7 |
| 1987-1988  | Dallas Mavericks | 30  | 0  | 4,2  | 51,0 | 50,0 | 63,2 | 1,3 | 0,1 | 0,2 | 0,3 | 2,1 |
| 1988-1989  | Dallas Mavericks | 65  | 9  | 16,5 | 43,3 | 11,1 | 74,4 | 4,4 | 0,7 | 0,2 | 0,5 | 4,6 |
| 1989-1990  | Dallas Mavericks | 60  | 2  | 13,6 | 44,9 | 0,0  | 80,0 | 3,3 | 0,7 | 0,3 | 0,4 | 4,5 |
| 1990-1991  | Sacramento Kings | 77  | 23 | 18,9 | 43,6 | 20,0 | 78,7 | 4,4 | 0,9 | 0,6 | 0,8 | 5,7 |
| 1993-1994  | Chicago Bulls    | 76  | 0  | 18,0 | 48,8 | 0,0  | 81,8 | 4,6 | 0,9 | 0,6 | 0,4 | 7,1 |
| 1994-1995  | Chicago Bulls    | 73  | 1  | 13,1 | 49,2 | 0,0  | 81,0 | 2,6 | 0,5 | 0,3 | 0,2 | 5,0 |
| 1995-1996† | Chicago Bulls    | 71  | 20 | 15,0 | 49,3 | 100  | 86,0 | 2,5 | 0,6 | 0,3 | 0,2 | 5,3 |
| 1996-1997† | Chicago Bulls    | 61  | 19 | 12,8 | 49,8 | 0,0  | 83,0 | 2,1 | 0,7 | 0,2 | 0,2 | 4,6 |
| 1997-1998† | Chicago Bulls    | 48  | 8  | 9,7  | 43,6 | -    | 81,0 | 1,7 | 0,4 | 0,1 | 0,1 | 3,5 |
| 1998-1999  | Chicago Bulls    | 38  | 3  | 11,9 | 34,8 | 100  | 81,8 | 2,1 | 0,5 | 0,3 | 0,3 | 3,8 |
| 1999-2000  | Sacramento Kings | 7   | 0  | 8,1  | 31,6 | -    | 100  | 2,7 | 0,1 | 0,3 | 0,3 | 2,0 |
| Carriera   | Carriera         | 720 | 88 | 13,5 | 45,9 | 13,9 | 78,7 | 3,0 | 0,6 | 0,3 | 0,3 | 4,6 |

#### Playoffs
| Anno     | Squadra          | PG | PT | MP   | TC%  | 3P%  | TL%  | RP  | AP  | PRP | SP  | PP  |
| -------- | ---------------- | -- | -- | ---- | ---- | ---- | ---- | --- | --- | --- | --- | --- |
| 1986     | Dallas Mavericks | 6  | 0  | 3,0  | 33,3 | 100  | 100  | 0,8 | 0,0 | 0,0 | 0,0 | 1,2 |
| 1987     | Dallas Mavericks | 4  | 0  | 11,8 | 50,0 | -    | 60,0 | 2,5 | 1,0 | 0,0 | 0,8 | 3,8 |
| 1988     | Dallas Mavericks | 6  | 0  | 2,3  | 0,0  | -    | -    | 0,7 | 0,2 | 0,2 | 0,0 | 0,0 |
| 1990     | Dallas Mavericks | 3  | 0  | 8,3  | 20,0 | -    | -    | 1,0 | 0,3 | 0,0 | 0,3 | 0,7 |
| 1994     | Chicago Bulls    | 7  | 0  | 6,7  | 50,0 | -    | 66,7 | 1,0 | 0,6 | 0,0 | 0,1 | 1,1 |
| 1995     | Chicago Bulls    | 10 | 0  | 13,3 | 41,2 | -    | 100  | 2,8 | 0,3 | 0,3 | 0,3 | 4,8 |
| 1996†    | Chicago Bulls    | 18 | 0  | 9,4  | 52,0 | 0,0  | 50,0 | 1,7 | 0,5 | 0,2 | 0,1 | 3,0 |
| 1998†    | Chicago Bulls    | 16 | 0  | 7,4  | 52,6 | -    | 50,0 | 0,9 | 0,2 | 0,4 | 0,1 | 2,8 |
| Carriera | Carriera         | 70 | 0  | 8,2  | 45,9 | 50,0 | 67,9 | 1,4 | 0,4 | 0,2 | 0,2 | 2,5 |

## Palmarès

### Squadra
- Campionato NBA: 3

Chicago Bulls: 1996, 1997, 1998
- Campionato italiano: 1

Virtus Bologna: 1992-1993

## Pubblicazioni
- Wennington ha pubblicato un libro intitolato Tales From The Bulls Hardwood e lavora come commentatore per i Bulls su WCKG 105.9FM.

### Individuale
- McDonald's All-American Game (1981)